# Jedediah Strutt
Jedediah Strutt (1726 - 7 mai 1797) ou Jedidiah Strutt, comme lui-même l'écrivait, est un bonnetier et fileur de coton originaire de Belper en Angleterre.
Strutt et son beau-frère William Woolat mettent au point un accessoire au métier à bas (stocking frame) qui permet la production de bas côtelés. Leur machine devient connue sous le nom de la « machine à côtes de Derby » ("Derby Rib Machine"), et les bas qu'elle produit deviennent rapidement très prisés.

## Biographie
Jedediah Strutt est né à South Normanton, près d'Alfreton dans le Derbyshire d'une famille d'agriculteurs, en 1726.
En 1740, il devient apprenti charron à Findern. En 1754, il hérite d'un petit troupeau de bétail venant d'un oncle, et épouse Elizabeth Woolatt en 1755 dans le Derbyshire. Il déménage à Blackwell où il a hérité d'une ferme d'un de ses oncles et y développe une entreprise de transport du charbon de Denby à Belper et Derby.

## La machine à côtes de Derby
Le beau-frère de Strutt, William Woolat, emploie un certain Mr. Roper de Locko qui a conçu une idée pour un accessoire au métier à bas pour tricoter des bas côtelés. Il en fait un ou deux spécimens qu'il montre à ses amis, mais il n'est pas intéressé par le développement de son idée et n'en a d'ailleurs pas les moyens. Woolatt se concerte avec Strutt, qui vend un cheval et offre 5£ à Roper en échange de son invention. Strutt et Woolatt transforment le dispositif en une machine viable et obtiennent un brevet en 1759.
Leur machine se fait connaître sous le nom de « machine à côtes de Derby », et les bas qu'ils produisent avec deviennent rapidement très populaires. Le coton est moins cher que la soie et plus confortable que la laine mais la demande est beaucoup plus importante que l'offre.

## Manufactures de coton
Strutt et l'autre fileur, Samuel Need, sont présentés à Richard Arkwright qui est arrivé à Nottingham vers 1768, et y installe sa machine à filer qui fonctionne grâce à la force des chevaux, mais cette source d'énergie est loin d'être satisfaisante. À Derby, John Lombe a construit un moulin à soie très efficace qui utilise l'énergie hydraulique. Strutt et Need se joignent à Arkwright pour concevoir une manufacture de coton à Cromford, en utilisant ce qui est dorénavant appelé le water frame d'Arkwright. C'est le premier de la sorte dans le monde entier, et il marque le commencement de la Révolution industrielle.
De même qu'Arkwright, Strutt se fait faire son portrait par le peintre Joseph Wright of Derby : les deux tableaux sont maintenant exposés au musée de Derby.
Strutt achète du terrain en 1777 pour son premier moulin à Belper, qui est à l'époque le hameau des tricoteurs et des fabricants de clous. En 1781, il achète à Walter Mather une vieille forge à Makeney près du pont de Milford. La manufacture de Belper ouvre en 1778 et celle de Milford en 1782. Il fait construire de longues rangées de maisons près de chacun des deux moulins pour le grand nombre d'employés et les deux moulins font maintenant partie du patrimoine mondial de l'UNESCO des usines de la vallée de la Derwent.
Il y a jusqu'à huit moulins à Belper, dont la population augmente jusqu'à 10 000 habitants à la moitié du dix-neuvième siècle, et est la deuxième plus grande ville du comté.
Jedediah meurt en 1797 et est enterré à la Chapelle unitarienne  de Field Row à Belper.

## Famille
Jedediah Strutt est le deuxième fils de William Strutt de South Normanton et de Martha Statham de Shottle, Derbyshire, Angleterre. En 1755, il épouse Elizabeth Woolatt. Ils ont cinq enfants avant qu'Elizabeth ne meure à Londres en 1774. En 1781, Strutt épouse Ann Cantrell, la veuve de George Daniels de Belper. Ils n'ont aucun enfant ensemble.
Les enfants de Jedediah et Elizabeth sont : 
- William (1756-1830) qui épousa Barbara Evans, fille de Thomas Evans (de son second mariage), et qui inventa la « cuisinière de Belper » (Belper stove). Leur fils, Edward Strutt, fut un homme politique membre parti libéral.
- Elizabeth (1758-1836), qui épousa William Evans, fils de Thomas Evans (de son premier mariage).
- Martha (1760-1783) qui épousa Samuel Fox.
- George Benson (1761-1841) qui épousa Catherine Radford, fille d'Anthony Radford de Holbrook.
- Joseph (1765-1844) qui épousa Isabella Douglas, fille d'Archibold Douglas.